# Sergio Ghisalberti
Sergio Ghisalberti (født 10. december 1979) er en italiensk tidligere professionel cykelrytter.